# Copa Korać 1985-86
La Copa Korać 1985-86 fue la decimoquinta edición de la Copa Korać, competición creada por la FIBA para equipos europeos que no disputaran ni la Copa de Europa ni la Recopa. Participaron 45 equipos, seis más que en la edición anterior. La final la disputaron por segundo año consecutivo dos equipos italianos, aunque ambos disatintos del año anterior. Ganó el Banco di Roma al Divarese Varese, volviéndose a disputar la final a doble vuelta.

## Primera ronda
| Equipo 1                  | Agr.    | Equipo 2            | Ida     | Vuelta  |
| ------------------------- | ------- | ------------------- | ------- | ------- |
| Keravnos                  | 96–267  | Hapoel Tel Aviv     | 38–140  | 58–127  |
| Manchester Giants         | 172–207 | CAI Zaragoza        | 83–90   | 89–117  |
| Super Cracks Werkendam    | 167–218 | Caja Álava          | 73–88   | 94–130  |
| Monthey                   | 150–178 | ASVEL               | 74–83   | 76–95   |
| Solent Stars              | 151–170 | Standard Liège      | 68–77   | 83–93   |
| Levski-Spartak            | 188–191 | PAOK                | 105–87  | 83–104  |
| Iraklis                   | 168–176 | Spartak Pleven      | 92–78   | 76–98   |
| Çukurova Üniversitesi     | 160–207 | Berloni Torino      | 86–93   | 74-114  |
| Eczacıbaşı                | 160–162 | Steiner Bayreuth    | 86–79   | 74-83   |
| Uudenkaupungin Urheilijat | 196–201 | Charlottenburg      | 103–95  | 93-106  |
| Contern                   | 143–209 | Partizan            | 83–108  | 60-101  |
| Challans                  | 187–175 | Spirale Herstal     | 99–94   | 88-81   |
| AEK                       | 193–192 | MAFC                | 105–107 | 88-85   |
| Tyrolia Wienerwald        | 123–140 | Hagen               | 70–84   | 53-56   |
| Hapoel Holon              | 134–141 | Olympique Antibes   | 74–62   | 60-79   |
| Panionios                 | 148–128 | Renault Gent        | 72–64   | 76-64   |
| APOEL                     | 156–313 | Zadar               | 40–121  | 116-192 |
| Amicale                   | 108–212 | Cacaolat Granollers | 59–105  | 49-107  |
| Regenerin Klagenfurt      | 141–234 | Maes Pils           | 69–109  | 72-125  |

## Segunda ronda
| Equipo 1            | Agr.    | Equipo 2           | Ida    | Vuelta |
| ------------------- | ------- | ------------------ | ------ | ------ |
| Hapoel Tel Aviv     | 197–193 | CAI Zaragoza       | 104–89 | 93–104 |
| Caja Álava          | 172–182 | ASVEL              | 84–94  | 88–88  |
| Standard Liège      | 157–188 | PAOK               | 81–96  | 76–92  |
| Spartak Pleven      | 178–197 | Berloni Torino     | 90–96  | 88-101 |
| Steiner Bayreuth    | 148–173 | Mobilgirgi Caserta | 80–86  | 68-87  |
| Charlottenburg      | 168–225 | Partizan           | 89–96  | 79-129 |
| Challans            | 188–162 | AEK                | 102–77 | 86-85  |
| Hagen               | 65–66   | Olympique Antibes  | 00–00* | 65-66  |
| Panionios           | 151–189 | Zadar              | 78–97  | 73-92  |
| Cacaolat Granollers | 177–176 | Maes Pils          | 94–91  | 83-85  |

*El partido de ida fue suspendido en el minuto 9 (cuando Olympique Antibes ganaba 14-17) cuando uno de los tableros de la pista del Hagen se rompió; aunque fue rápidamente reemplazado, se mostró inadecuado y los árbitros suspendieron el partido. Más tarde, la FIBA decidió que la eliminatoria se resolviera a un partido único en Antibes.
Clasificados automáticamente para cuartos de final
- Divarese Varese
- Crvena zvezda
- Orthez
- Banco di Roma Virtus
- Bosna
- Breogán

## Cuartos de final
Los cuartos de final se jugaron dividiendo los 16 equipos clasificados en cuatro grupos con un sistema de todos contra todos.
|  | El primer clasificado avanza a semifinales |

|    | Equipo          | PJ | Pts | G | P | PF  | PC  | Dif. |
| -- | --------------- | -- | --- | - | - | --- | --- | ---- |
| 1. | Divarese Varese | 6  | 10  | 4 | 2 | 517 | 472 | +45  |
| 2. | Crvena zvezda   | 6  | 10  | 4 | 2 | 584 | 549 | +35  |
| 3. | ASVEL           | 6  | 10  | 4 | 2 | 541 | 522 | +19  |
| 4. | Breogán         | 6  | 6   | 0 | 6 | 516 | 615 | -99  |

|    | Equipo            | PJ | Pts | G | P | PF  | PC  | Dif. |
| -- | ----------------- | -- | --- | - | - | --- | --- | ---- |
| 1. | Olympique Antibes | 6  | 10  | 4 | 2 | 513 | 478 | +35  |
| 2. | Berloni Torino    | 6  | 10  | 4 | 2 | 548 | 525 | +23  |
| 3. | Zadar             | 6  | 8   | 2 | 4 | 509 | 516 | -7   |
| 4. | PAOK              | 6  | 8   | 2 | 4 | 484 | 535 | -51  |

|    | Equipo               | PJ | Pts | G | P | PF  | PC  | Dif. |
| -- | -------------------- | -- | --- | - | - | --- | --- | ---- |
| 1. | Banco di Roma Virtus | 6  | 10  | 4 | 2 | 547 | 500 | +47  |
| 2. | Hapoel Tel Aviv      | 6  | 10  | 4 | 2 | 531 | 546 | -15  |
| 3. | Bosna                | 6  | 9   | 3 | 3 | 581 | 584 | -3   |
| 4. | Challans             | 6  | 7   | 1 | 5 | 514 | 543 | -29  |

|    | Equipo              | PJ | Pts | G | P | PF  | PC  | Dif. |
| -- | ------------------- | -- | --- | - | - | --- | --- | ---- |
| 1. | Mobilgirgi Caserta  | 6  | 11  | 5 | 1 | 553 | 505 | +48  |
| 2. | Orthez              | 6  | 9   | 3 | 3 | 551 | 528 | +23  |
| 3. | Partizan            | 6  | 9   | 3 | 3 | 578 | 594 | -16  |
| 4. | Cacaolat Granollers | 6  | 7   | 1 | 5 | 517 | 572 | -55  |

## Semifinales
| Equipo 1          | Agr.    | Equipo 2             | Ida   | Vuelta |
| ----------------- | ------- | -------------------- | ----- | ------ |
| Divarese Varese   | 159–162 | Mobilgirgi Caserta   | 84–71 | 75–91  |
| Olympique Antibes | 144–161 | Banco di Roma Virtus | 69–78 | 75–83  |

## Final
| Equipo 1           | Agr.    | Equipo 2             | Ida   | Vuelta |
| ------------------ | ------- | -------------------- | ----- | ------ |
| Mobilgirgi Caserta | 150–157 | Banco di Roma Virtus | 78–84 | 72–73  |

| 20 de marzo de 1986 | Mobilgirgi Caserta             | 78–84       | Banco di Roma Virtus         | |  |
|                     | Parciales: 33-45, 45-39        |             |                              | |  |
|                     | Estadísticas Oscar Schmidt, 33 | Reporte Pts | Estadísticas Leo Rautins, 20 | Pabellón: Palamaggiò di Castel Morrone, Caserta Asistencia: 8.000 espectadores Árbitros: Yvan Mainini (FRA), Collin Gerrard (ENG) |  |

| 27 de marzo de 1986 | Banco di Roma Virtus         | 73–72       | Mobilgirgi Caserta             | |  |
|                     | Parciales: 43-41, 30-31      |             |                                | |  |
|                     | Estadísticas Leo Rautins, 21 | Reporte Pts | Estadísticas Oscar Schmidt, 19 | Pabellón: PalaEUR, Roma Asistencia: 15.000 espectadores Árbitros: Paul de Coster (BEL), Wyeslaw Zych (POL) |  |

| Campeón de la Copa Korać 1985–86 |
| -------------------------------- |
| Banco di Roma Virtus 1.er título |